# Everett Bradley

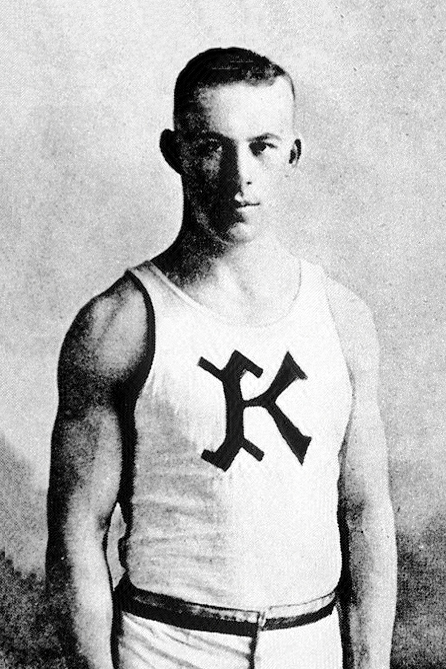
Everett Bradley, 1920

Everett Bradley (Everett Lewis Bradley; * 19. Mai 1897 in Cedar Rapids, Iowa; † 25. Juli 1969 in Wichita, Kansas) war ein US-amerikanischer Leichtathlet.
1920 fuhr er als US-Vizemeister im Zehnkampf zu den Olympischen Spielen in Antwerpen, trat dort aber nur im Fünfkampf an und gewann die Silbermedaille.